# Bernard Boudouresques
Bernard Marie Joseph Boudouresques (dit Boudou), né le 21 janvier 1923 à Toulon et décédé le 25 août 2013 à Paris 2e, est un prêtre de la Mission de France.

## Biographie
Son père est officier à l'Arsenal de Toulon. A l'adolescence, il pratique le rugby. Il rentre à l'École polytechnique en 1943 et rejoint un maquis au moment du Débarquement pendant que son frère Pierre est déporté à Dachau. Il entre en 1946 au séminaire de la Mission de France, à Lisieux.  Il fait du scoutisme à la 115e Paris, une troupe de scouts du 3e arrondissement de la capitale. Il y côtoie, entre autres, Pierre Valet, de la fille duquel, Catherine, il devient le parrain en mars 1947.
Il est ordonné le 28 mars 1952. Il est embauché au CEA le 3 janvier 1953 en tant qu'ingénieur, et s'oppose à la construction de bombes atomiques. Avec quelques amis, il crée un groupe destiné à faire prendre conscience aux scientifiques des risques de l'atome.
Pendant la guerre d’Algérie, il accepte d’aider le FLN et le réseau Jeanson, et recrute l'abbé Robert Davezies. Toutefois, il refuse de participer aux transports d'armes et d'argent. Il est arrêté par la DST le 13 octobre 1958, et libéré en février 1959. Il participe ensuite à un réseau de parrainage d'enfants algériens orphelins. Après cette guerre, il continue son combat contre la Force de dissuasion nucléaire française. Dès sa création, il est membre du bureau du Mouvement contre l'armement atomique qui est ensuite rebaptisé Mouvement pour le désarmement, la paix et la liberté (MDPL). Il adhère au Mouvement de la Paix dont il démissionne en janvier 1982 pour protester contre son refus de demander la libération des prisonniers et la levée de l'état de siège en Pologne.
Il milite ensuite à Amnesty International, à l’ACAT (Action de chrétiens pour l’abolition de la torture), à l’Association France-Palestine Solidarité et Pax Christi. Il est membre du comité de parrainage de la Coordination pour l'éducation à la non-violence et à la paix.

## Ouvrages
- Étude de la tenue de la gaine interne pour élément combustible à refroidissement interne et externe d'un réacteur graphite-gaz avec Paul Courcon et Guy Lestiboudois, Gif sur Yvette, Centre d'études nucléaires de Saclay, 1964[12].